# Мануфактура Г
„Мануфактура Г“ је збирка приповедака београдског писца Адријана Сарајлије. Објављена је у едицији „Нови хоризонти“ београдске издавачке куће „Тардис“, 2010. године.
Приче обухватају жанровски распон од научне фантастике, преко хорора, стимпанка и технотрилера, до прича које би се могле одредити као магични реализам.
Критика Западног Балкана је књигу уврстила „међу најбоља жанровска окњижења у регији задњих година“.